# Marathon de Pau
Le marathon de Pau est une course pédestre de 42,195 km empruntant chaque année depuis 2004 les rues de Pau et les campagnes environnantes. Il traverse de jolis quartiers de Pau avant de tutoyer les routes et les bosses de la route de Jurançon à Gan puis Laroin, pour s'en retourner à Pau par Billère et ce jusqu'en 2007.
En 2008 et 2009, le parcours est composé de deux boucles plus roulantes dans la ville de Pau.

## Les différentes éditions
- 2004 : 409 coureurs étaient inscrits à ce marathon qui a eu lieu le 21 novembre.
- 2005 : 430 coureurs étaient inscrits à ce marathon qui a eu lieu le dimanche 20 novembre.
- 2006 : Le marathon de Pau a eu lieu le dimanche 19 novembre.
- 2007 : La quatrième édition a eu lieu le 18 novembre.
- 2008 : La cinquième édition a eu lieu le 16 novembre.
- 2009 : La sixième édition a eu lieu le 15 novembre.